# 廣島縣產業獎勵館
廣島縣產業獎勵館（日语：〔〕／ Hiroshima-ken Sangyō Shōreikan）是日本廣島縣廣島市曾存在的縣立展覽館。
1915年（大正4年）廣島縣物產陳列館開館，1921年（大正10年）易名廣島縣商品陳列所，1933年（昭和8年）易名廣島縣產業獎勵館。1945年（昭和20年）燬於广岛市原子弹爆炸，遗址被保留为本事件的纪念物，是为原爆圆顶馆。1970年（昭和45年），後續縣展覽館廣島縣立廣島產業會館開館。

## 沿革
廣島市成為日本近代政治、經濟、文化、軍事中心都市，人口劇增。但創造就業的產業卻很少。行政機關出於創造就業的必要，列產業振興為重要課題。
廣島縣產業獎勵館的前身是1878年（明治11年）11月下中町建成的物產陳列館，由民間主導，用於陳列、介紹內外物產。1879年（明治12年）4月改稱集散場，1880年（明治13年）3月廢止。
1894年（明治27年）中日甲午战争爆發，日本設廣島大本營，開第7屆帝國議會，設廣島為臨時首都。戰時軍需催生新產業，戰後產業萌芽繼續生長。其中建設廣島縣主導物產陳列館的希望升高，1903年（明治36年）廣島縣議會決議通過根據縣預算的建設意見書。
另一方面，1909年（明治42年）7月，民間主導的（株）廣島商品陳列場在大手町一丁目東橫町勸商場以5萬日圓資金開設，由於經營不振，1913年（大正2年）末解散。薄田太郎自著的《續橫丁》記載「物產陳列館自明治四十二年在這一角準備了六年」。
宗像政縣政時代1911年（明治44年）舉行動工儀式，在猿樂町建設地河岸側建成，佔地約2,310平方公尺。中村純九郎縣政時代1912年（明治45年、大正元年）決定廣島縣物產陳列館建設預算，總工費19萬圓。但這樣的工費在當時屬於破格，廣島市以外的縣議會議員提出異議，但由於有山間地域農業振興獎勵，就這樣繼續了。1913年（大正2年）1月開工，2月寺田祐之赴任縣知事，大力推進縣物產陳列館建設，1915年（大正4年）4月5日完成，8月5日開館，是為廣島縣產業獎勵館。
1920年（大正9年）日本公佈管理、保護全國陳列所、物產館的《道府縣市立商品陳列所規定（省令4號）》。全國場館由此改名商品陳列所，1921年（大正10年）該館易名廣島縣商品陳列所。

## 建築

### 設計
簡·勒澤爾任設計者，市石英三郎任設計助手。

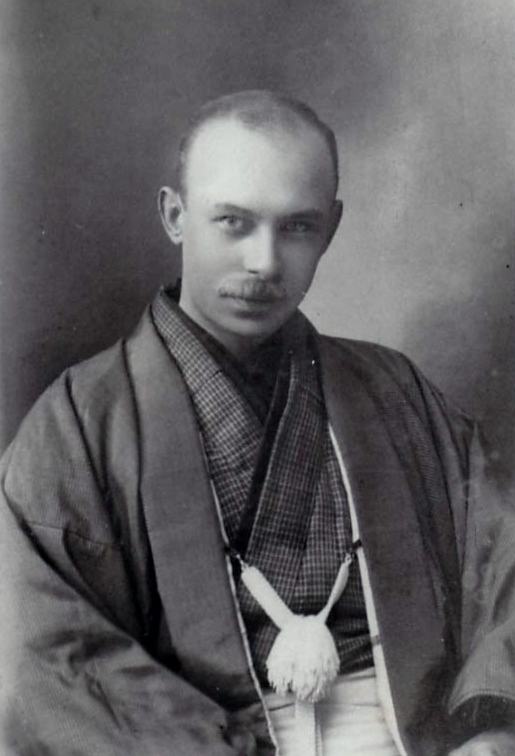
簡·勒澤爾

據市石的記錄，勒澤爾1913年6月東京的事務所從事設計，10月向廣島縣送交規格圖紙，12月到達廣島現場。1911年舉行動工儀式，以其他人的基本計畫動工，之後變為勒澤爾負責設計。當初計畫如何並不清楚，一般認為時任廣島縣知事寺田祐之任宮城縣知事時推進建設松島公園酒店而關注這樣的設計，在廣島也起用同一設計者勒澤爾。勒澤爾的完成預想圖現有留存。
勒澤爾的作品主要分佈於東京，多為歐洲樣式，也擅於設計和洋折衷建築。物產陳列館設計前的1911年，有相似圓頂構造的大日本私立衛生會會館竣工。宮島酒店與物產陳列館在廣島同期設計。不過勒澤爾的作品多難以抵禦地震、颱風等大型災害。
第二次世界大战後，勒澤爾遭到遺忘。1960年代原爆圓頂館保存運動成氣候時，一度流傳該館由第一次世界大战遭俘的德國人技師設計，在廣島工業学校協力下建成。1960年代末市石的證言、原爆圓頂館保存工程參與者佐藤重夫的提及，以及詩人藤田文子的獨立調查證明是勒澤爾的設計。

### 地點
| Map |

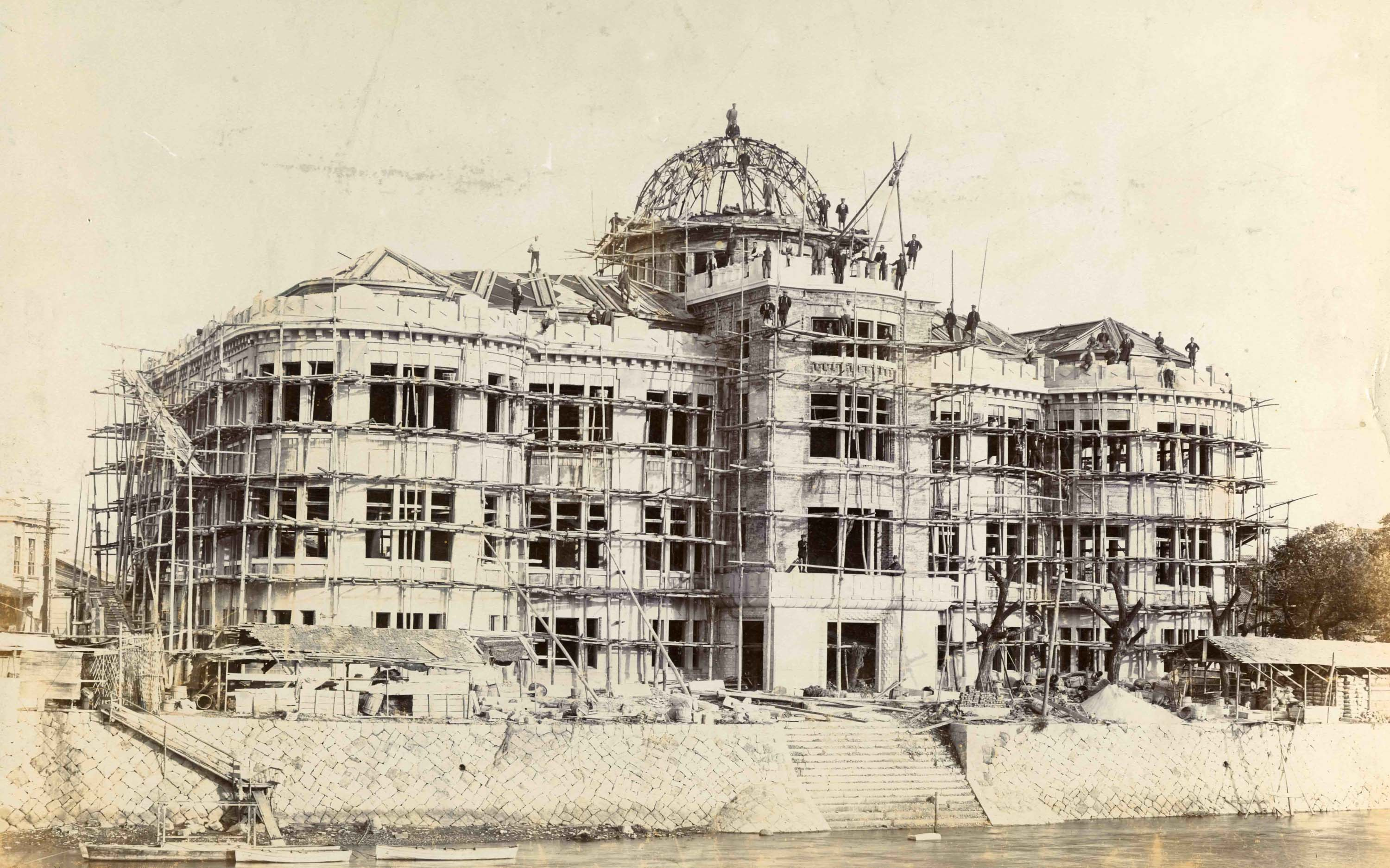
1914年12月在建。原爆圓頂館前的雁木近代建成，留存至今

廣島縣產業獎勵館當時位於猿樂町。江戶時代廣島城西南端建有收納廣島藩年貢米的米倉。江戶時代為讓運米船卸貨，相鄰的元安川護岸設有雁木。南側元安橋與西國街道相接。江戶時代此地得益於水陸交通網，週邊住戶群集。
廢藩置縣後，米倉用地官有化。大型建築（陳列館）變得易於建設，但用地形狀歪斜。
南側的舊西國街道為國道，全城為陸軍用地，週邊是繁華的街道，近代建築林立。1911年動工後造地，在河邊新設道路。陳列館建設前的1912年（大正元年），相生通建成，廣島電鐵本線櫓下停留場（現原子彈爆炸遺址前停留場）開業。

### 構造

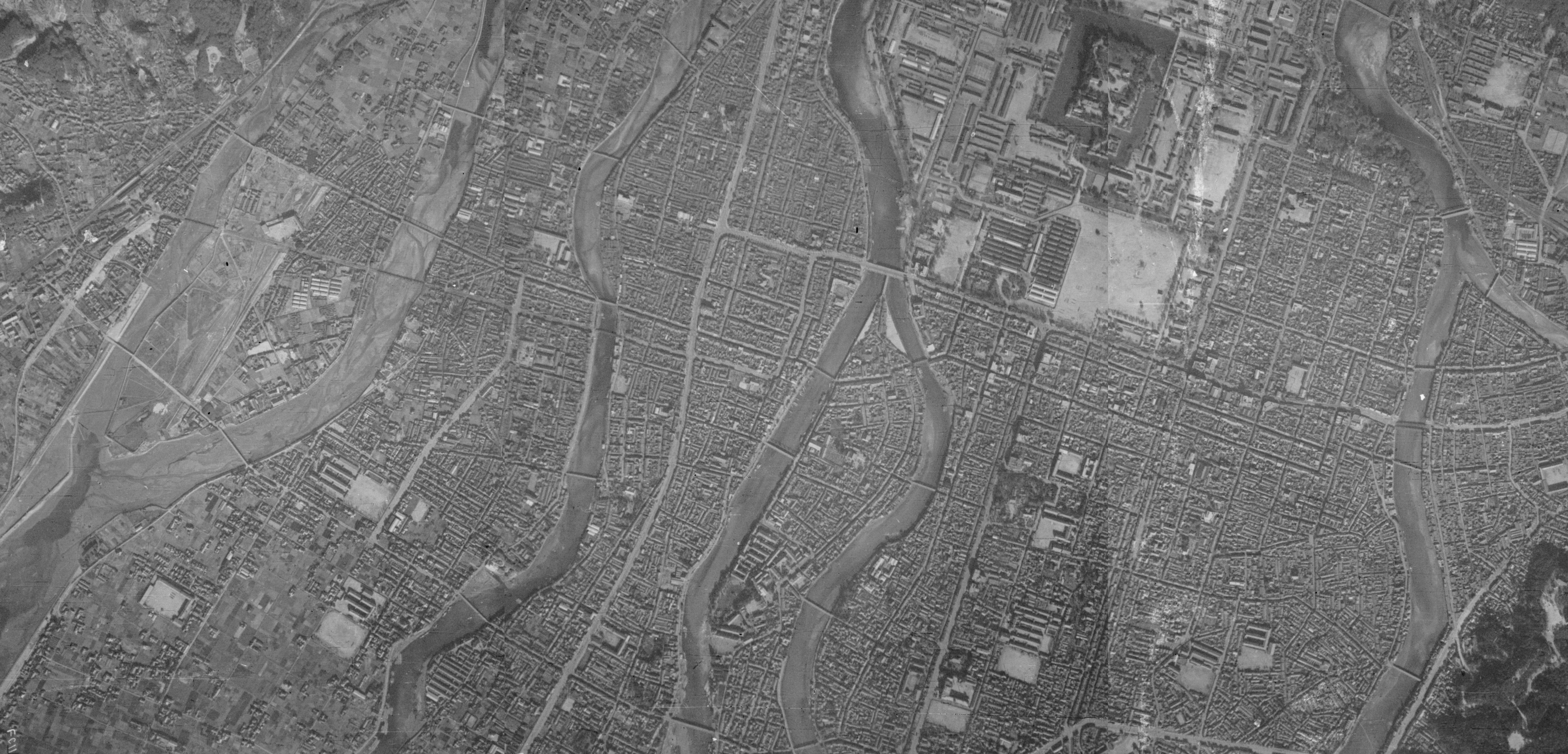
1939年陸軍攝影

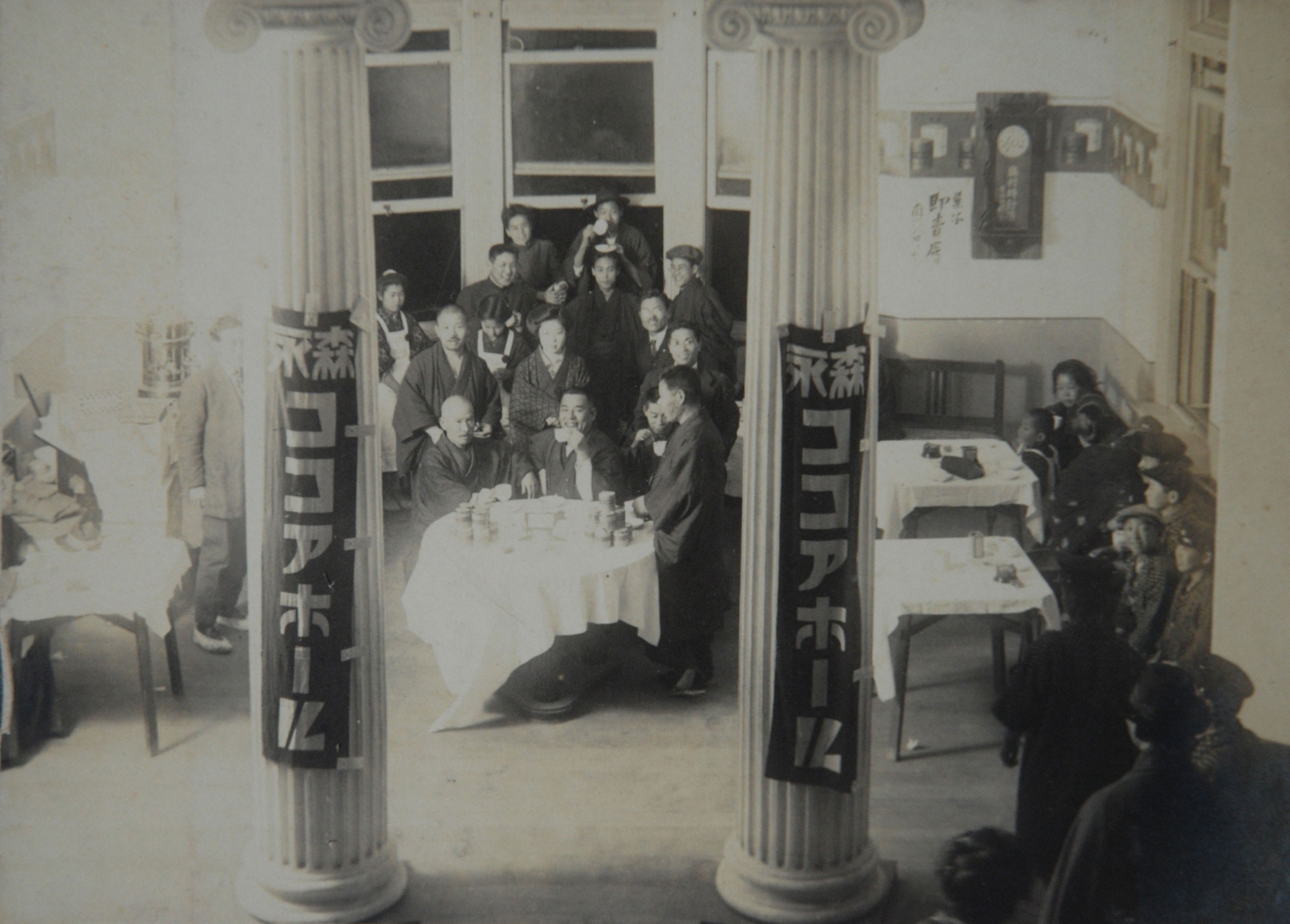
爱奥尼柱式圓柱，在樓梯間與玄關上部小房間之間

該館為鋼磚、石結構（完工後塗砂漿，或鋼筋混凝土構造），地上3層（部份5層），地下1層。用地面積約3,200平方公尺，建築面積約1,002平方公尺，高約25公尺。
建築樣式基本為新巴洛克式，採用設計時的現代维也纳分离派裝飾（原爆圓頂館建築樣式一般統一稱分離派）。
設計時用地北側有道路（現相生通的一條南側道路），立面面向西南側的元安川。勒澤爾對此有決定權，但詳情不詳。這個設計反映出勒澤爾在布拉格見過立面面向河的建築。在平面看，建築的軀體沿河緩緩描繪成圓弧，河的另一側受擠壓，形成梯形，中央為中庭（光庭）。以中央圓頂為基準左右對稱。這是19世紀初新古典主義時代常見形式。與其他三面相比，正面的設計特別緻密，彎曲的壁面與凹凸形成反覆的大波動。
一層與二、三層階有視覺差異。其中隱含古典主義傳統三層構成（基礎部、軀體部、屋頂部）的手法。但無簷口，未凸顯水平線，略微偏離古典樣式。圓頂部份蓋有銅板葺，其他則蓋水泥板。銅板原為赤銅色，後來生鏽變綠（明信片的水泥板亦畫成紅或綠色）。屋頂為斜屋頂。有變化的前側沿彎曲部份是多角錐形，四角翼狀頂部呈圓錐狀伸展。中央的圓頂不是正圓，而是橢圓。這是巴洛克建筑的要素。其下有3層螺旋樓梯，再下是圓形大廳。
玄關部份凸顯塔屋狀，一層入口有石製裝飾。玄關至外門有石疊形成的車回，以引導車輛。頂部有露臺，圍有帶裝飾的石製扶手。內部為木結構，地板、樓梯亦為木結構（由於原子彈爆炸內部全燒）。內壁塗有灰泥。留存很多自玄關大廳進入樓梯間時「脫鞋」的證言。有帶四阿的和風庭園與帶噴水池的洋風庭園。
該館是當時中国地方最大的磚結構建築。施工全由椋田組負責。鋼與銅板葺製作由平尾工業部負責。磚的製作由多個公司負責（讚岐煉瓦等）。

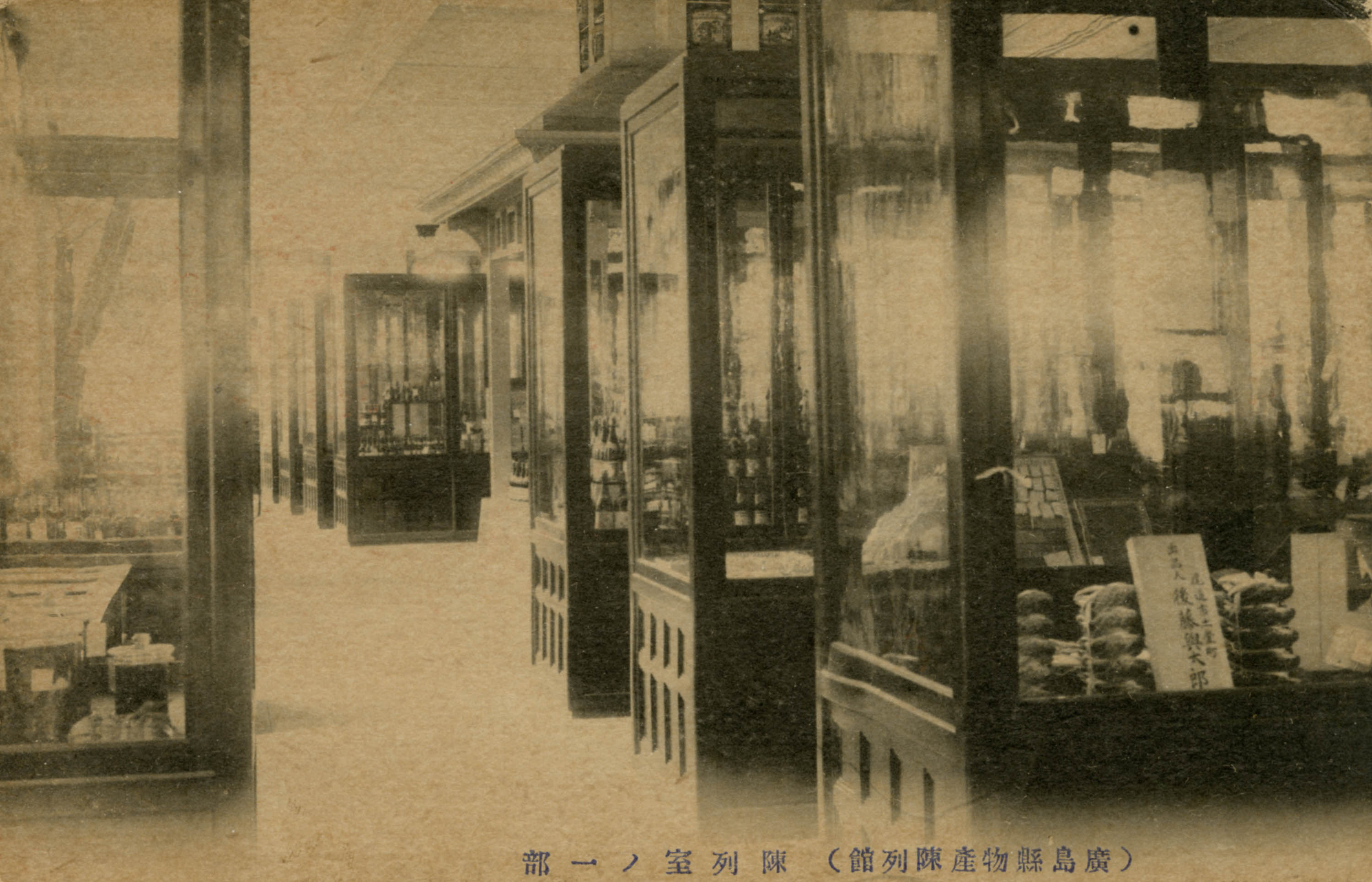
陳列室
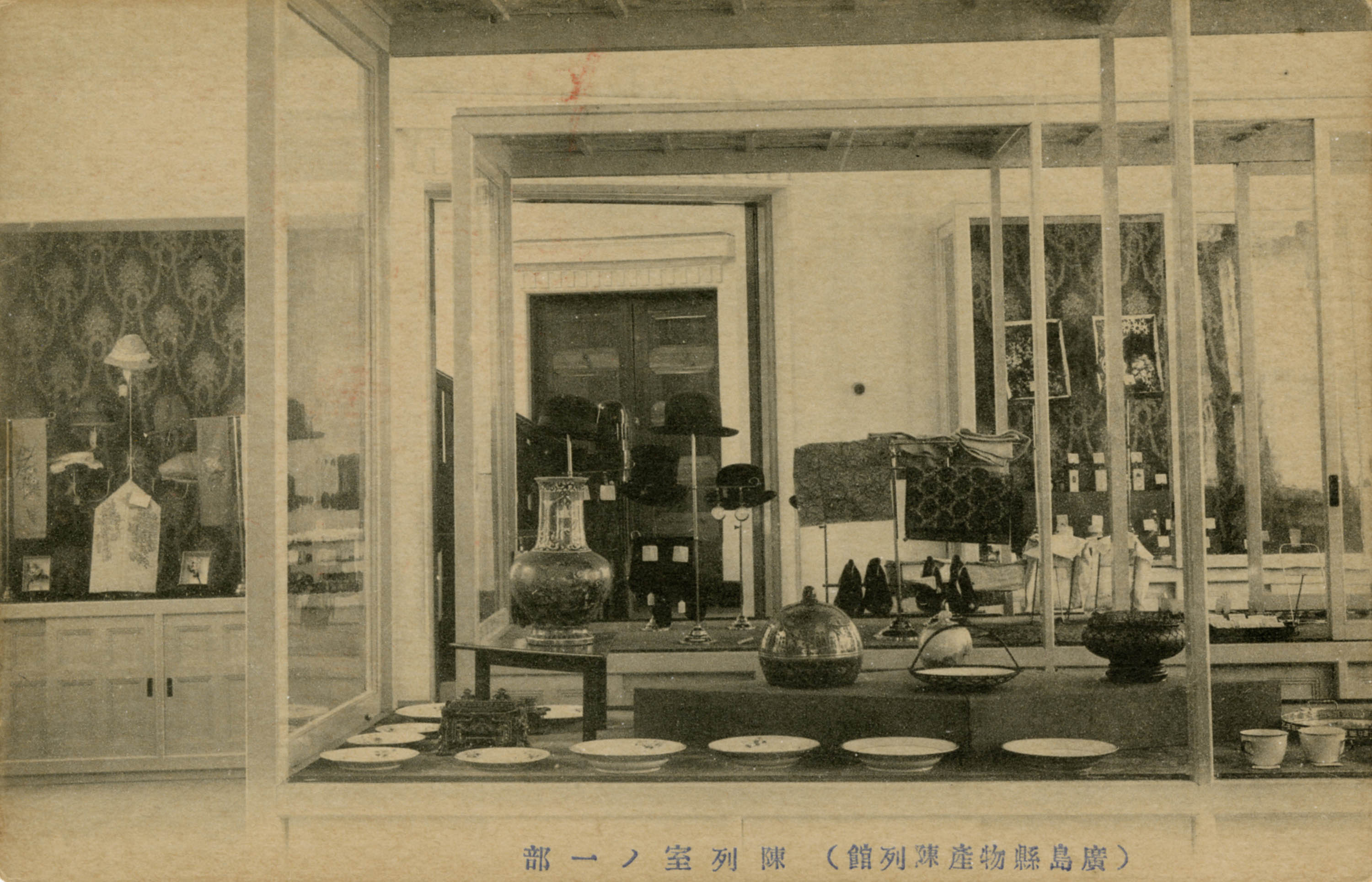
陳列室
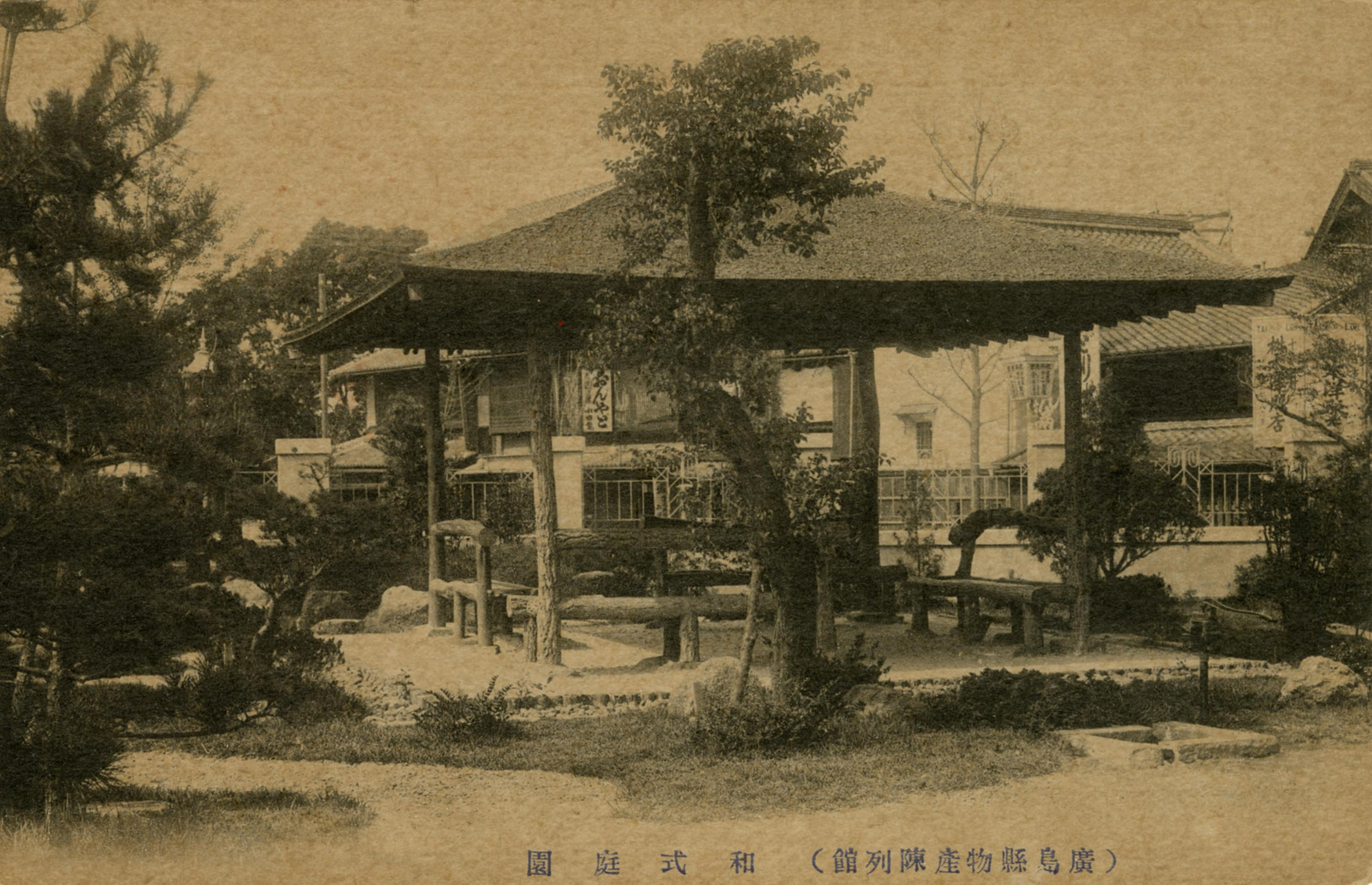
和式庭園
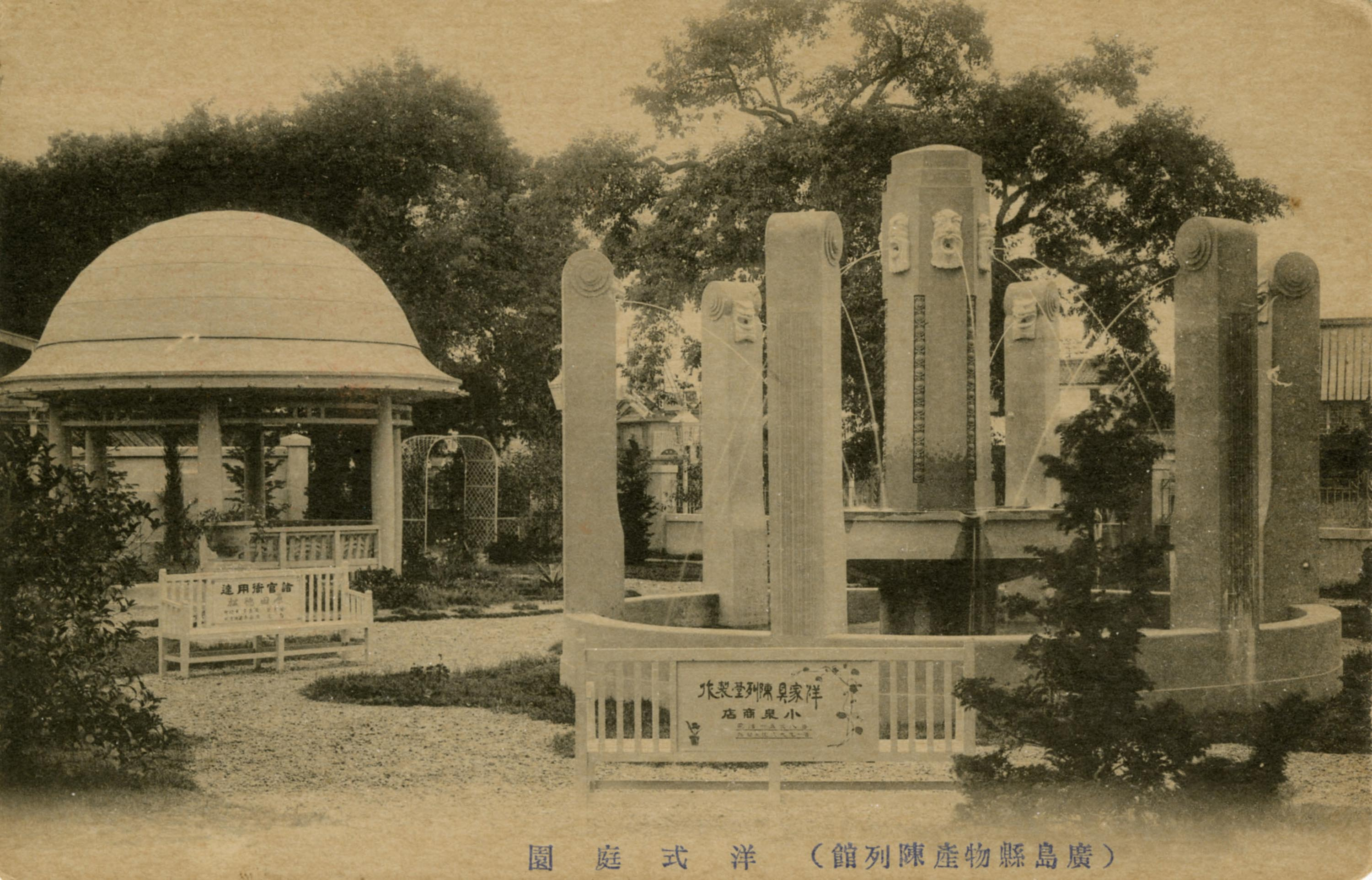
洋式庭園

## 用途
該館基本以陳列廣島縣內生產的物產開場，用作美術展、博覽會等各種活動會場，是中國、四國地方文化活動的中心，同時設計為特產品質提升方法、交易與分銷建議的諮詢場所，也銷售現貨。

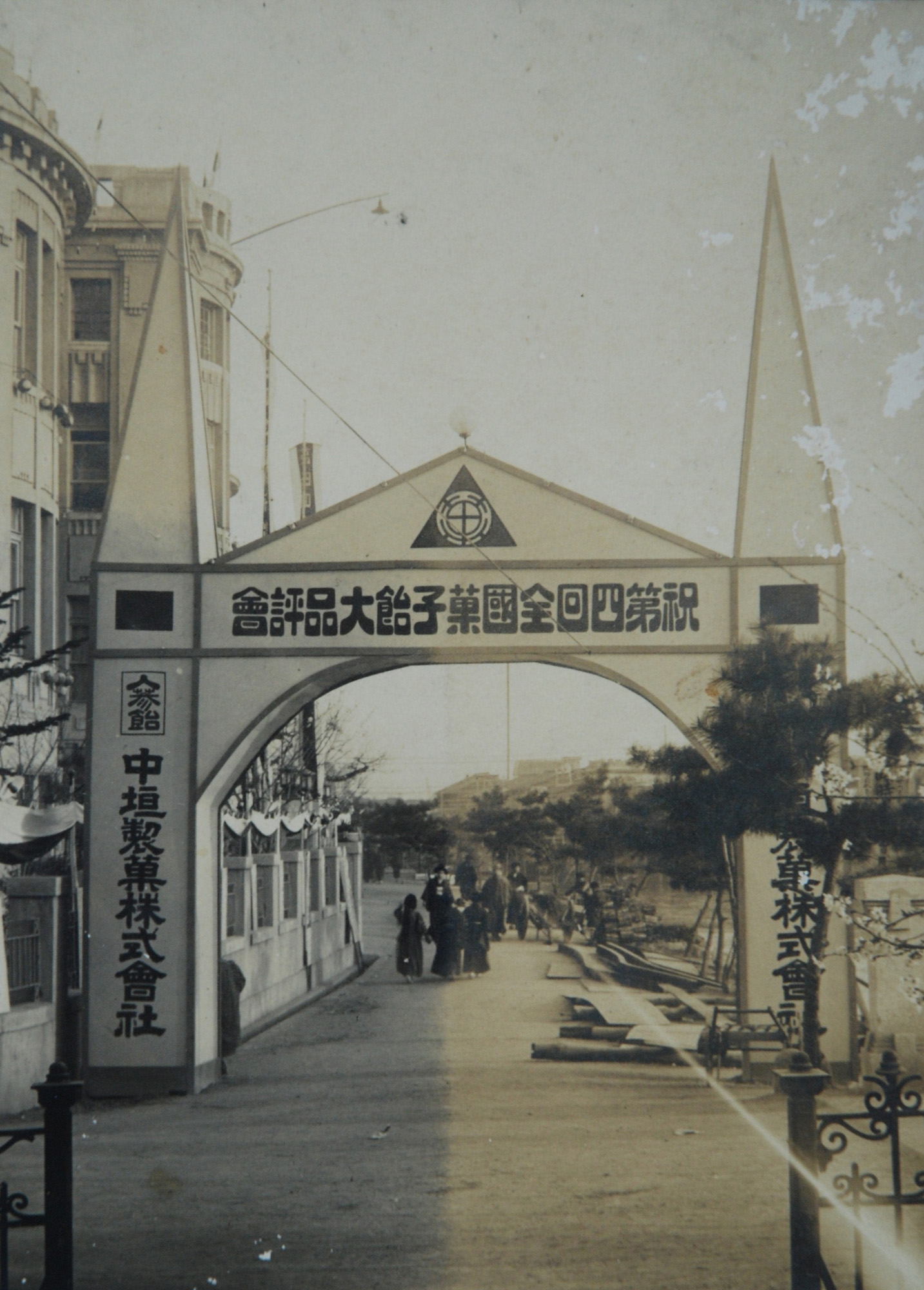
1921年（大正10年）第4回全國菓子飴大品評會
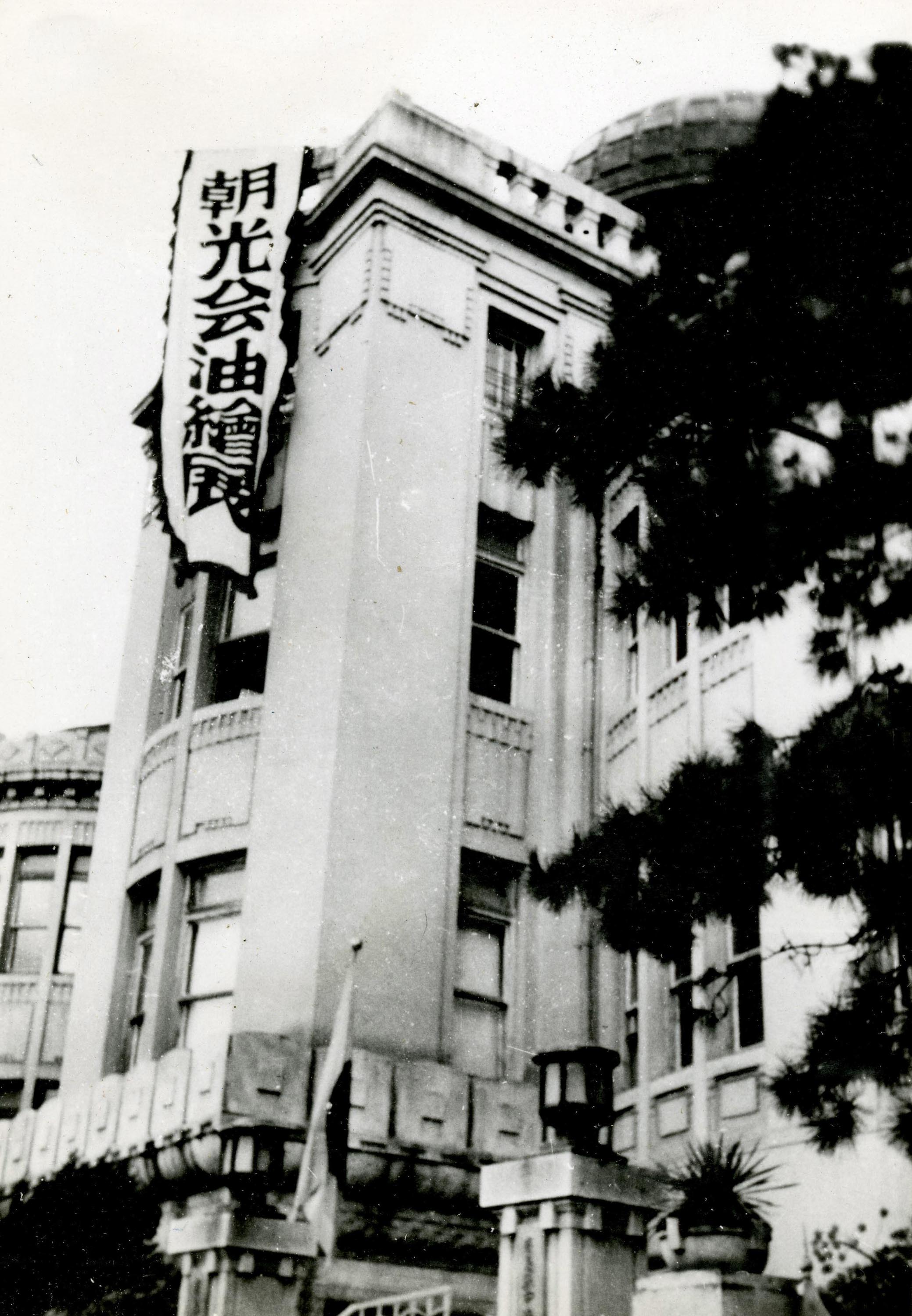
昭和初期舉行的朝光會油繪展

該館建成前，廣島市內明治時代開設的廣島縣博物館與舊廣島藩主淺野氏的私立美術館觀古館用作博物、美術展覽設施，大正時代以來該館與廣島高等師範學校永懷閣開始使用。開館翌年1916年（大正5年）廣島縣美術協會成立，該館每年用作縣美術展覽會會場，亦用作廣島市主辦的博覽會、共進會第二會場。1930年代前後，社會氛圍較為自由，多個展覽會於此舉行。據廣島和平紀念資料館學藝課菊樂忍總結的《廣島縣物產陳列館年表》，名為展覽會、品評會、展示即賣會的活動30年間舉行約180次，平均每年6次。
由於建築特徵，該館成為廣島的知名場所，製作了很多導覽的明信片。據當時近處居住的人表示，一層有電影上映，大庭園內可玩彈珠、面子，在元安川游泳後可在牆壁乘涼。
1934年（昭和9年），關東州大连市與满洲国新京特別市、哈尔滨市設有產業獎勵館的出張所，之後奉天市與中華民國天津市、上海市，以及日本神户市亦開設事務所。時為昭和初期，是產業獎勵館最繁榮的時期。

### 主要活動
廣島縣物產共進會
為慶祝大正天皇即位與陳列館竣工，在落成儀式的1915年（大正4年）4月5日至5月14日舉行。展品以廣島縣內特產為中心。4月12日縣職員評審出一等獎至四等獎。下為評審展品與數目，括號內為一等獎件數：

| - 農業部：729（16） - 林業部：108（4） - 水產部：113（4） - 食品第一部：146（6） - 食品第二部：109（2） | - 工業第一部：211（8） - 工業第二部：167（5） - 工業第三部：138（4） - 特許部：17（—） |

40日內78萬人與會。

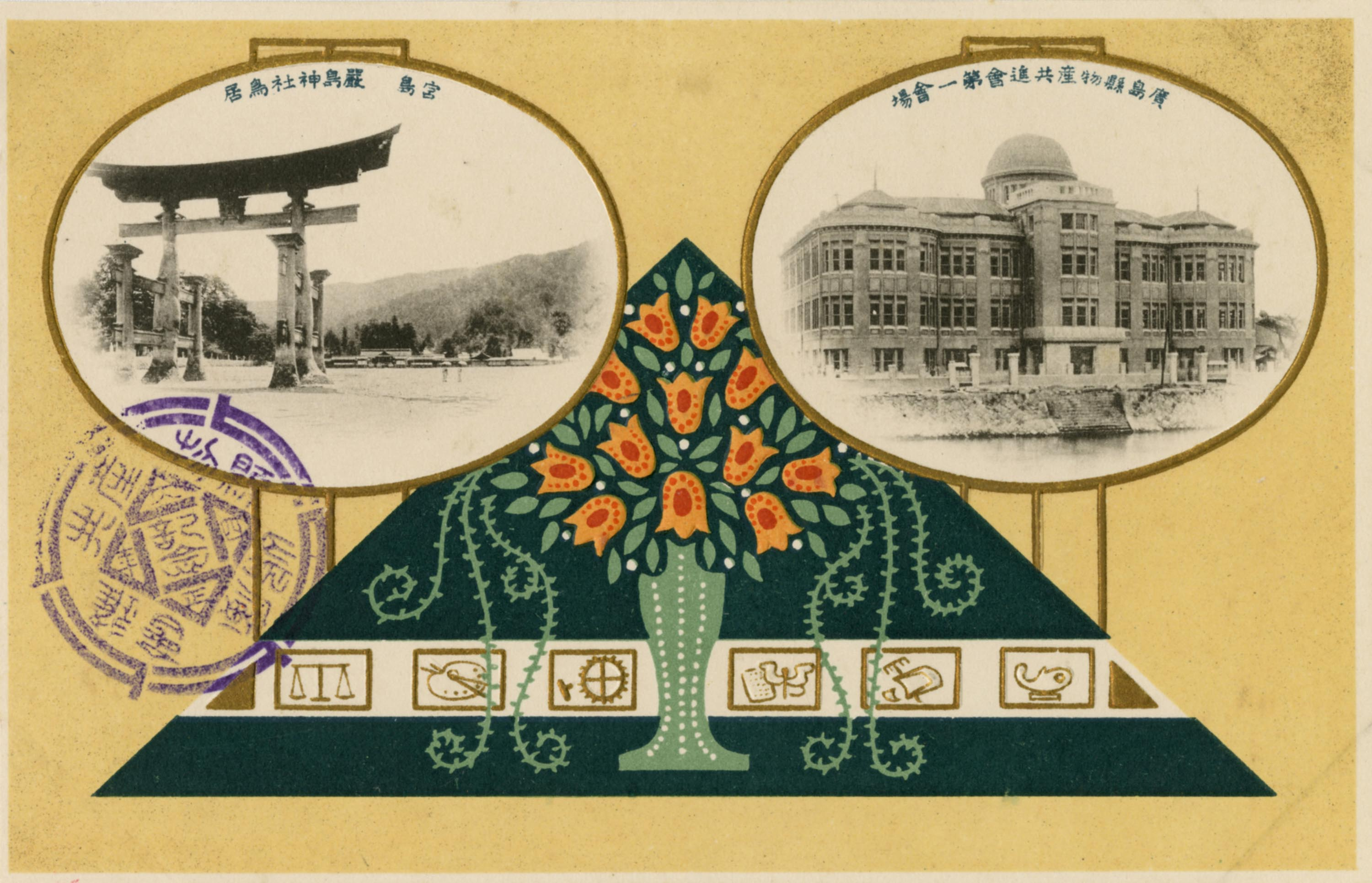
明信片
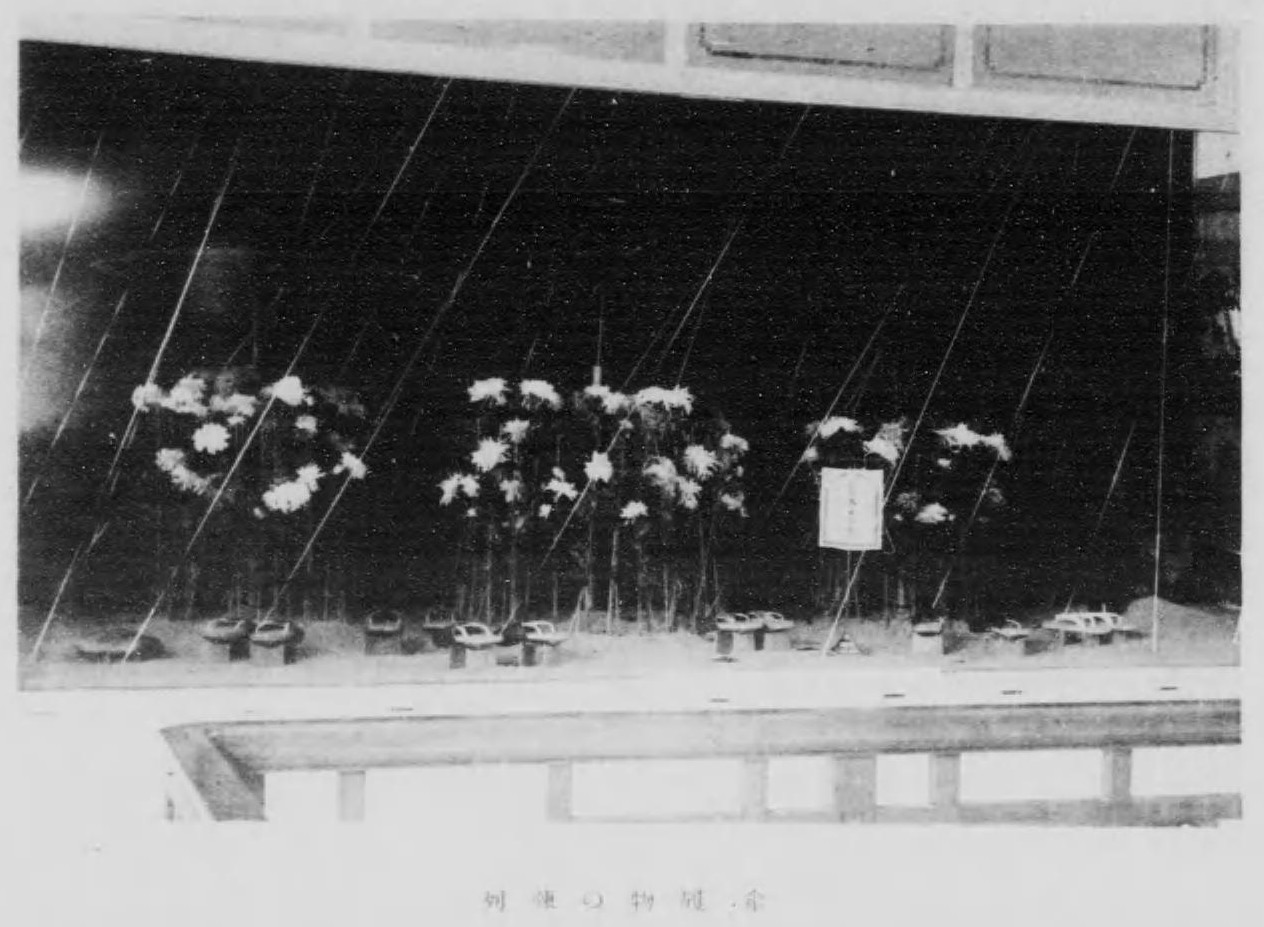
鞋襪
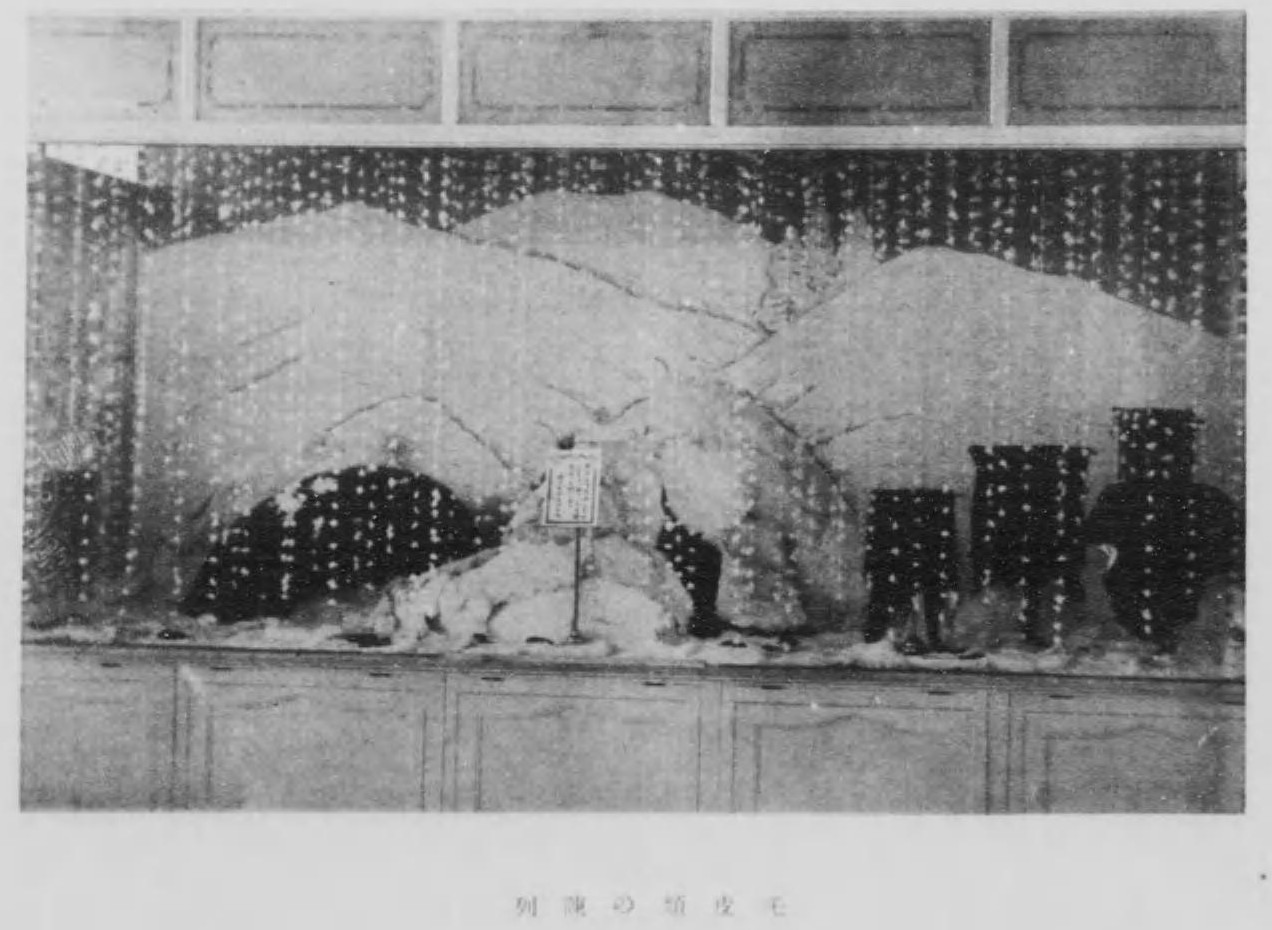
毛皮類
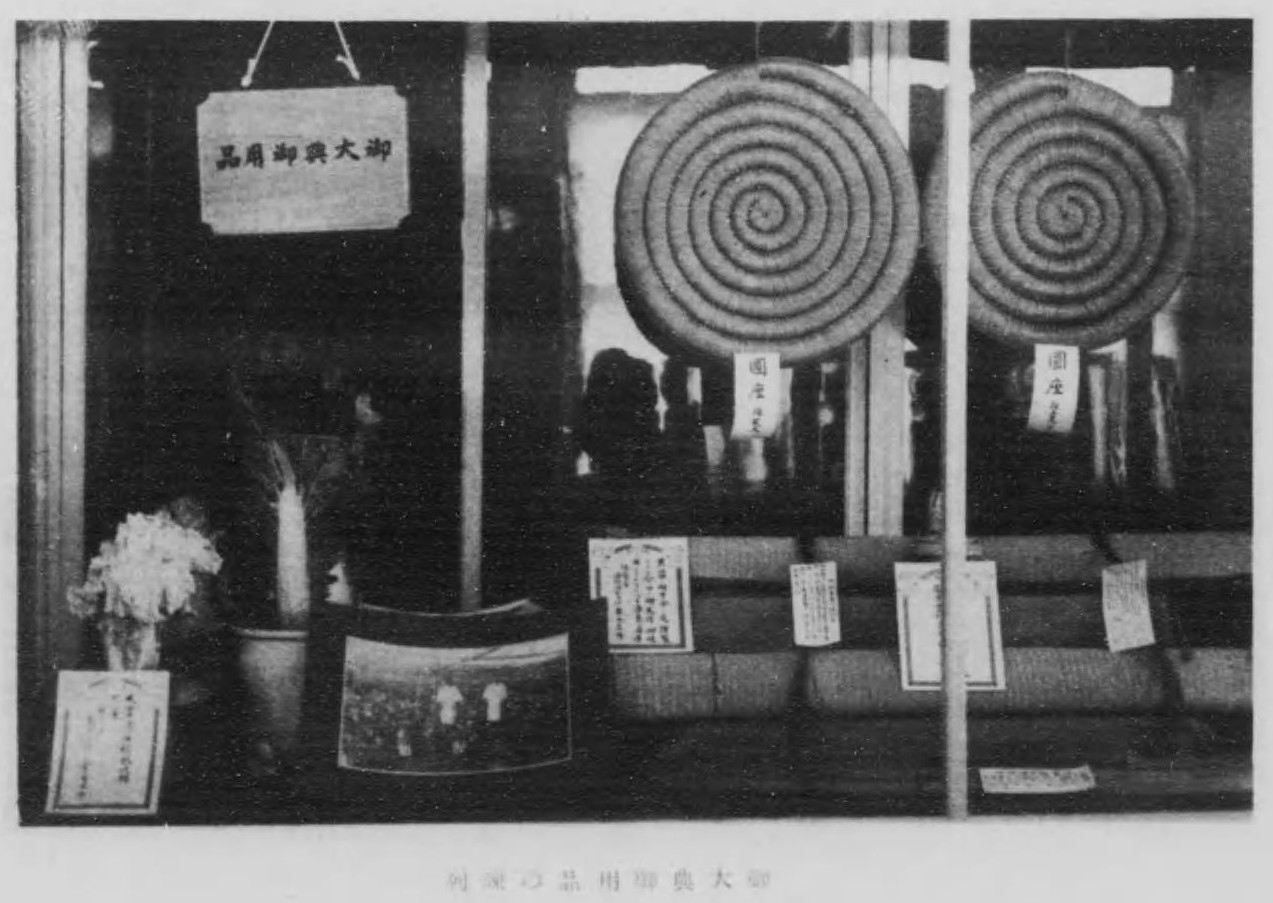
大正天皇御大典御用品

似島獨逸俘虜技術工藝品展覽會
第一次世界大戰時似島俘虜收容所收容德國人俘虜。1919年（大正8年）3月4日至13日舉行，展示俘虜製作的工藝品。主要展品如下：

| - 相片 - 油畫 - 水彩畫 - 鋼筆畫 - 畫框 - 西洋棋盤 - 軍艦與漁船模型 - 似島收容所模型 - 火鉢 - 靴 - 蒸汽機車與蒸汽船模型 - 蹄鐵 - 大砲 - 鎮紙 | - 昆蟲標本 - 鳥籠 - 礦物 - 岩石標本 - 拖鞋 - 幾何學筆記 - 家的設計圖 - 火柴棍搭成的小提琴、大提琴 - 各種革製品 - 各種編織物 - 藥品調和劑 - 鋼筋混凝土構造物 - 晴雨自動測量器 |

亦設有食堂。這是日本首次卡尔·尤海姆年輪蛋糕實物販售。弗里德里希·赫爾曼·沃爾施克等人也再次販賣肉腸。
9日內163447人與會。當地報紙《中國新聞》連續幾天詳細報導。二戰後原爆圓頂館保存運動展開時，產業獎勵館由一戰所俘獲德國人技師設計的流傳由此而來。

### 戰中
1937年（昭和12年）侵華戰爭開始軍事色彩加強，該館國家統制色彩亦加強。日滿貿易特別展等在此開展。1941年（昭和16年）太平洋战争爆發後此處開展展覽會，以鼓舞國民士氣。末次展覽會是1943年（昭和18年）3月的聖戰美術傑作展，展示藤田嗣治、宮本三郎等人的戰爭畫。
戰局焦灼後由於戰時要求，產業獎勵館停止業務，公官廳與統制會社人員入住。1943年（昭和18年）11月行政改革後，內務省神戶土木出張所、下關土木出張所、大阪土木出張所的一部份統合成內務省中國四國土木出張所，入住三層全部與一層部份。另外廣島縣地方木材、日本木材廣島支社等統制會社入住。

## 圖集

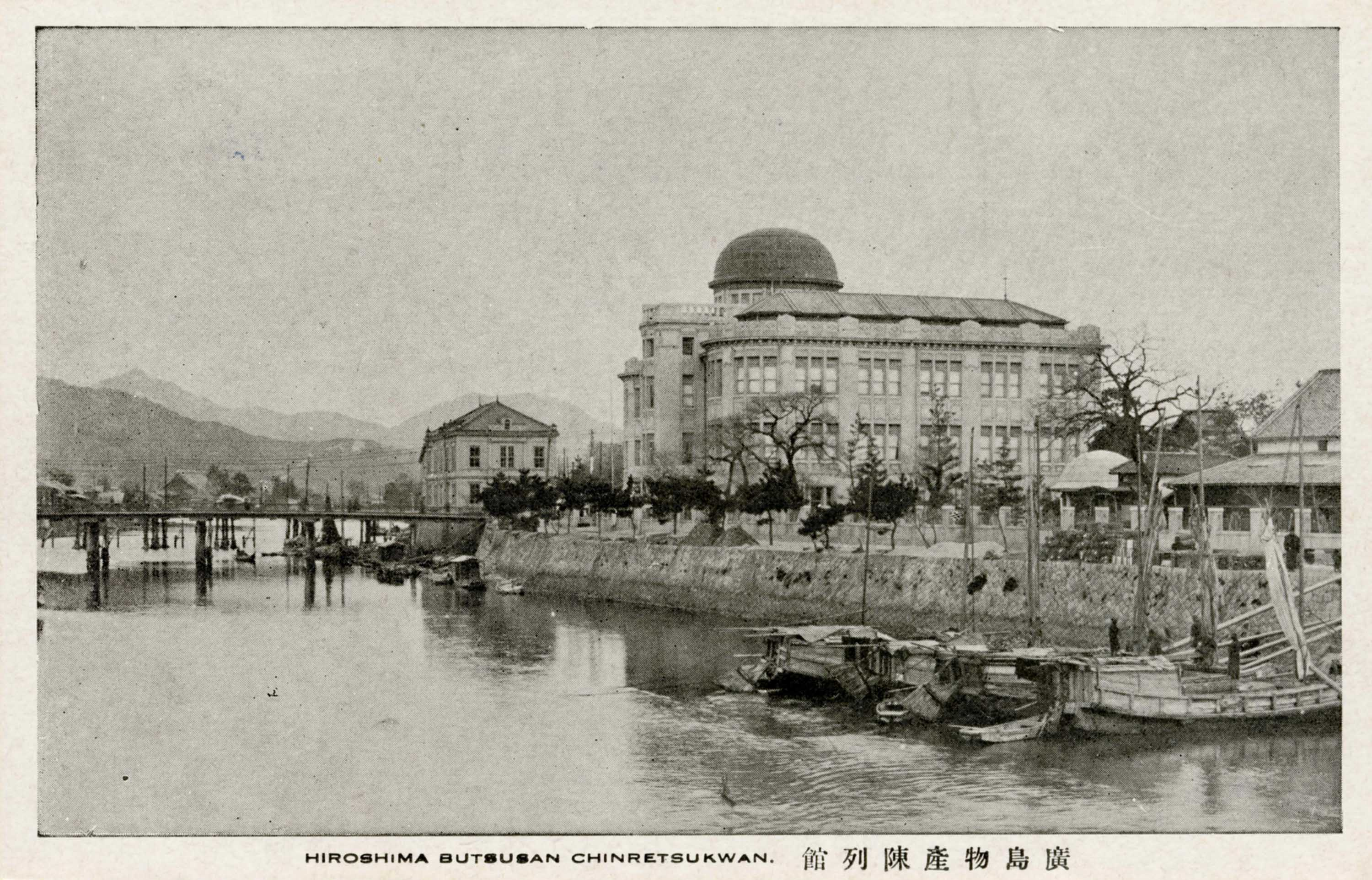
昭和初期
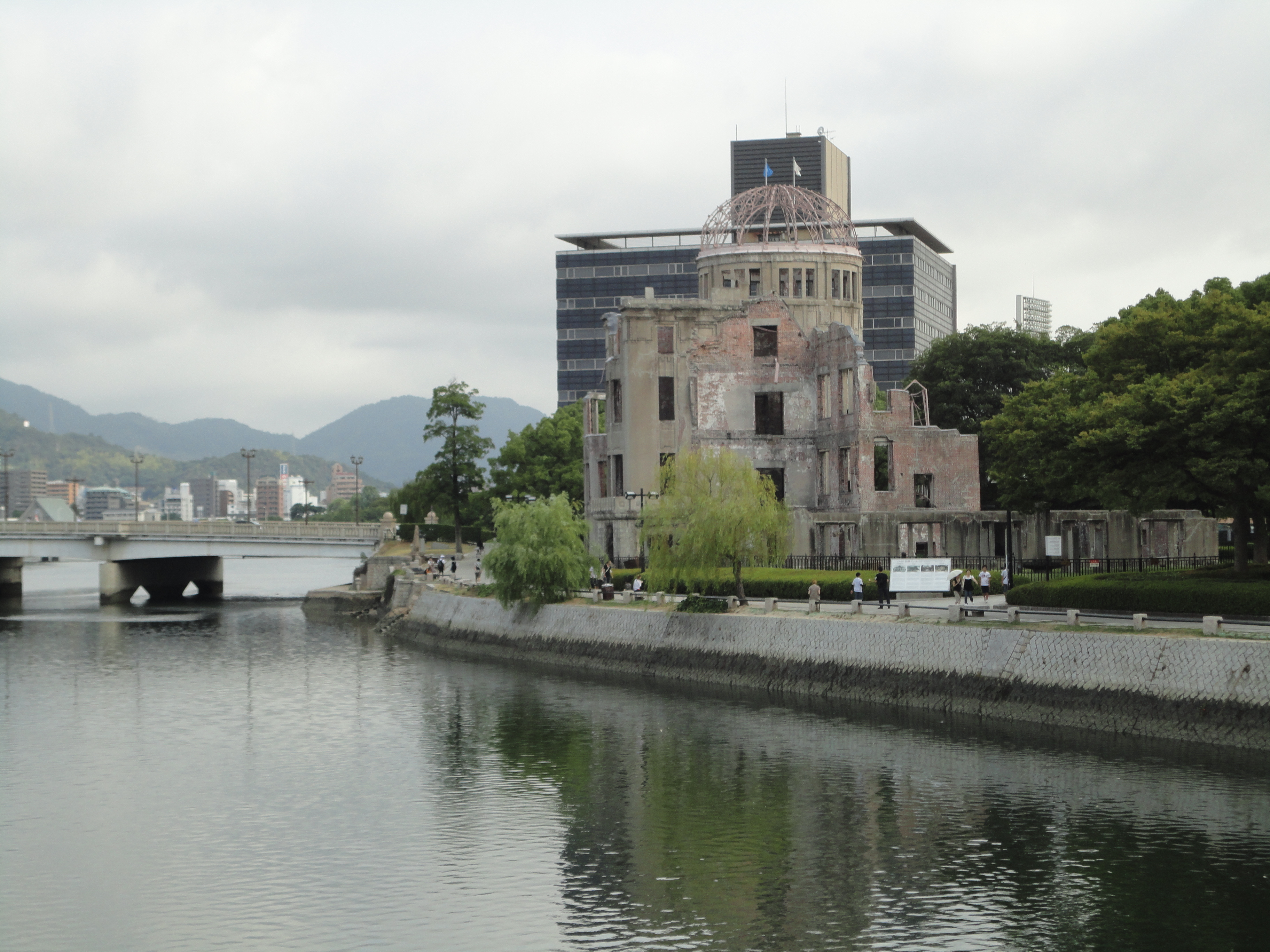
2011年

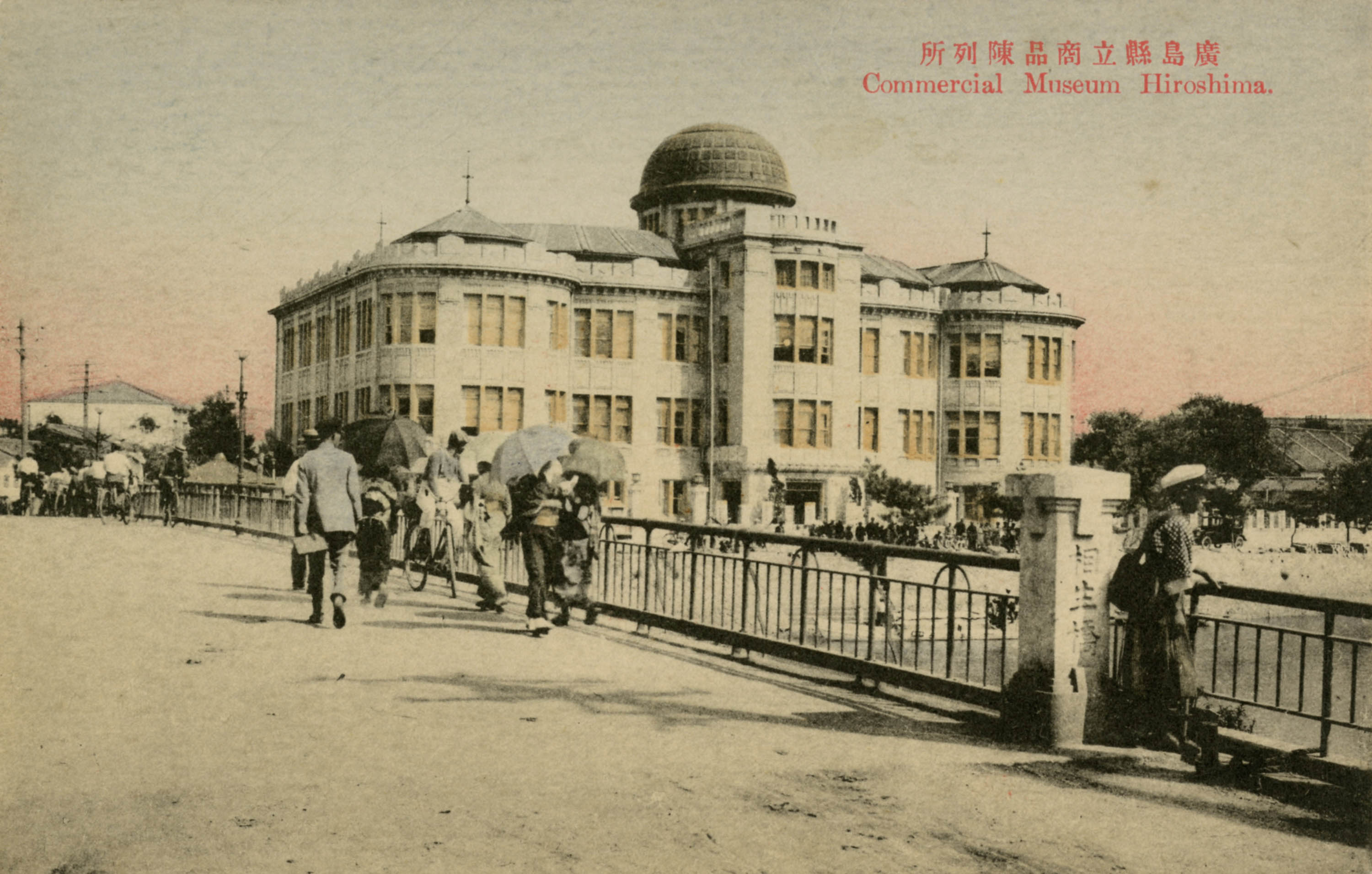
大正時代。自初代相生橋望見的陳列所
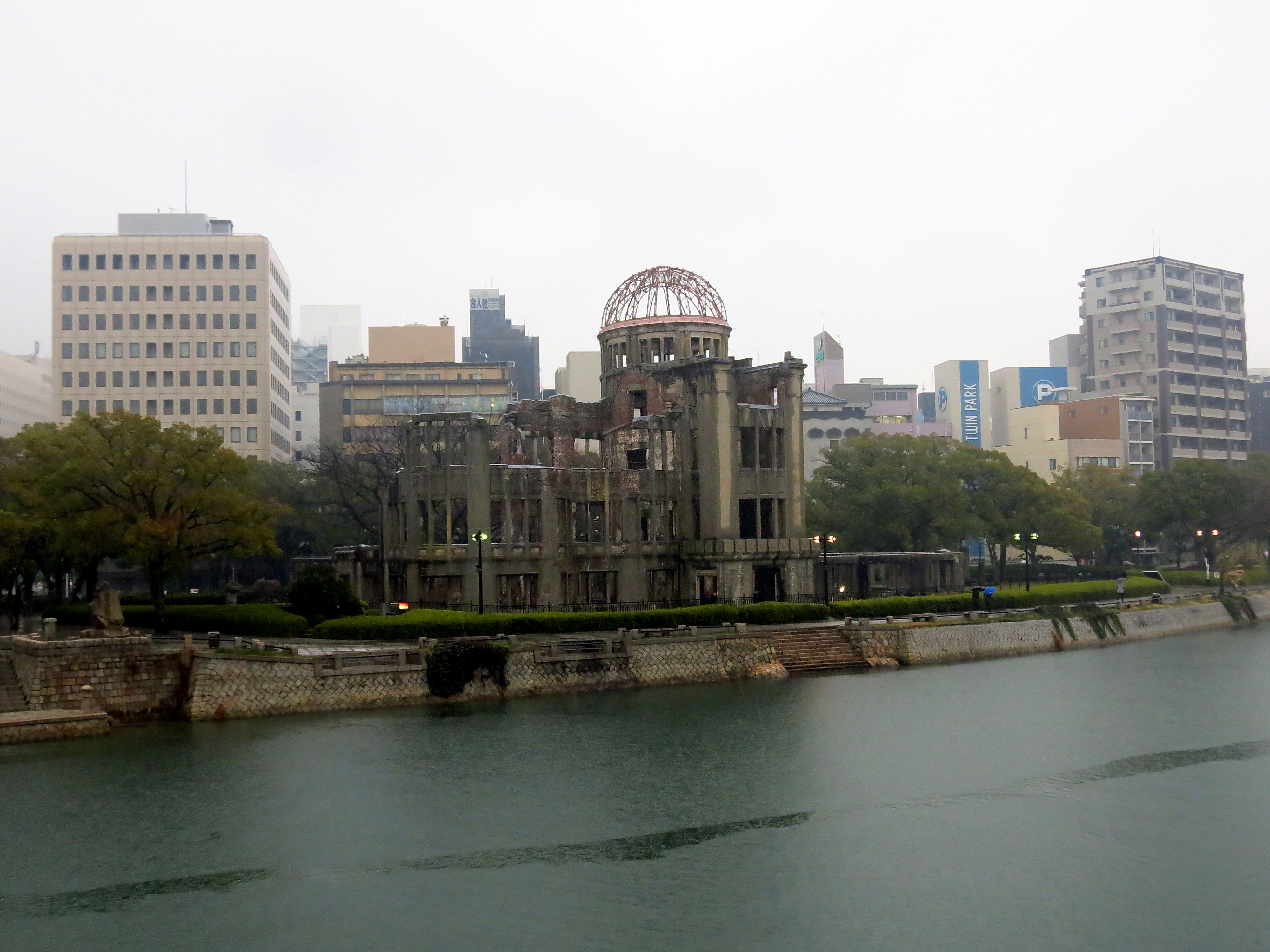
2014年。左處可見初代相生橋橋臺

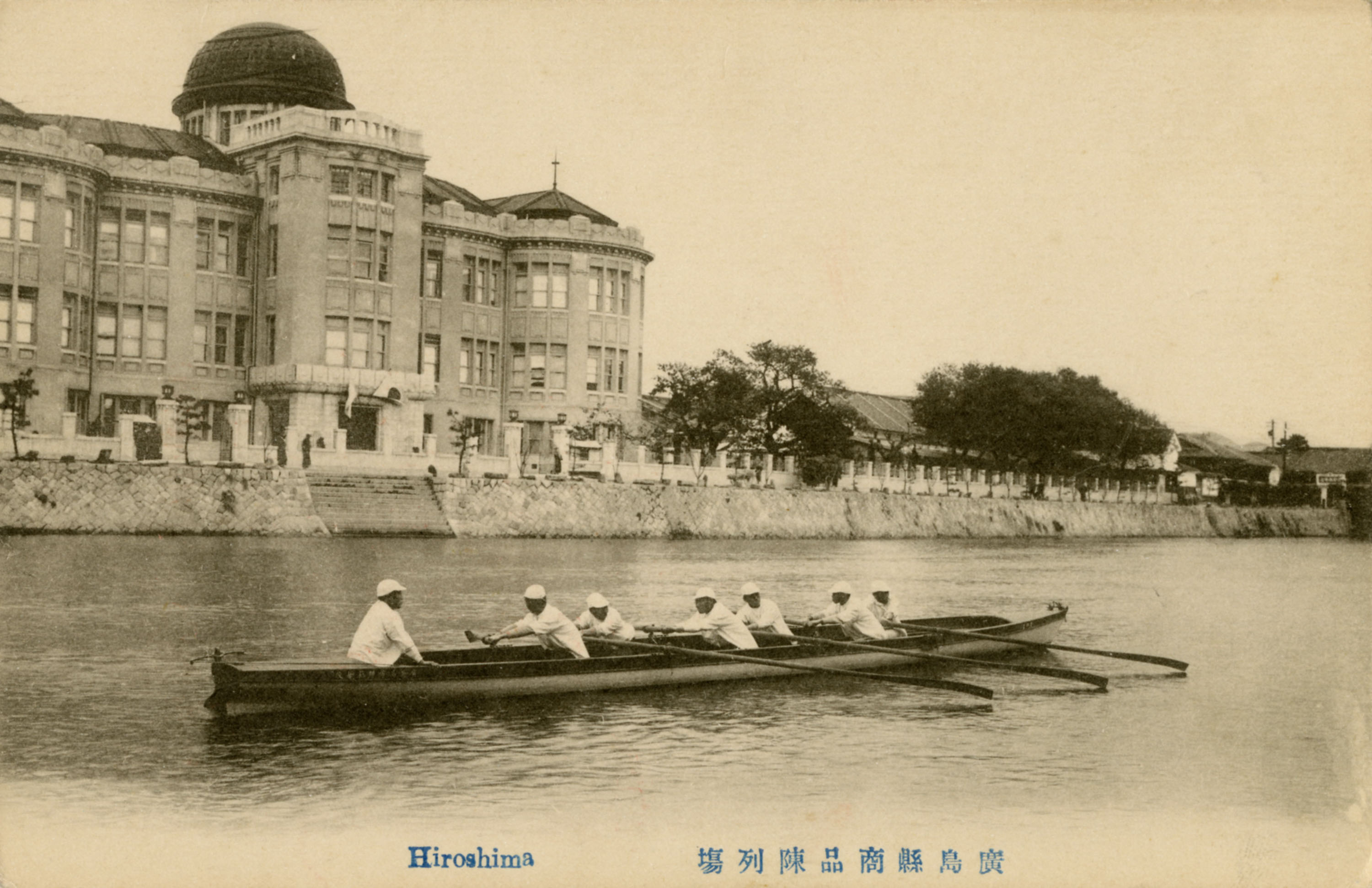
大正時代
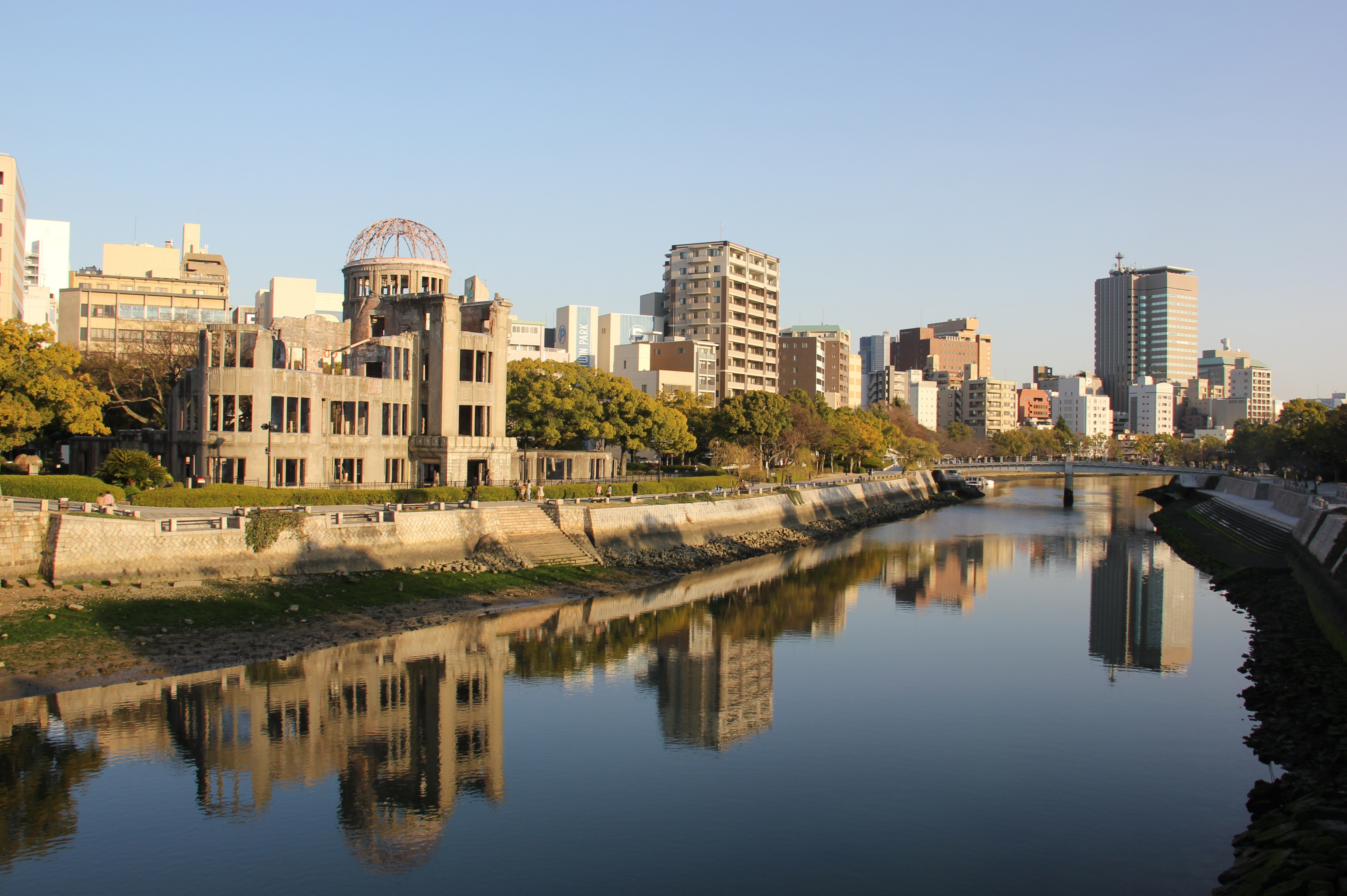
2013年

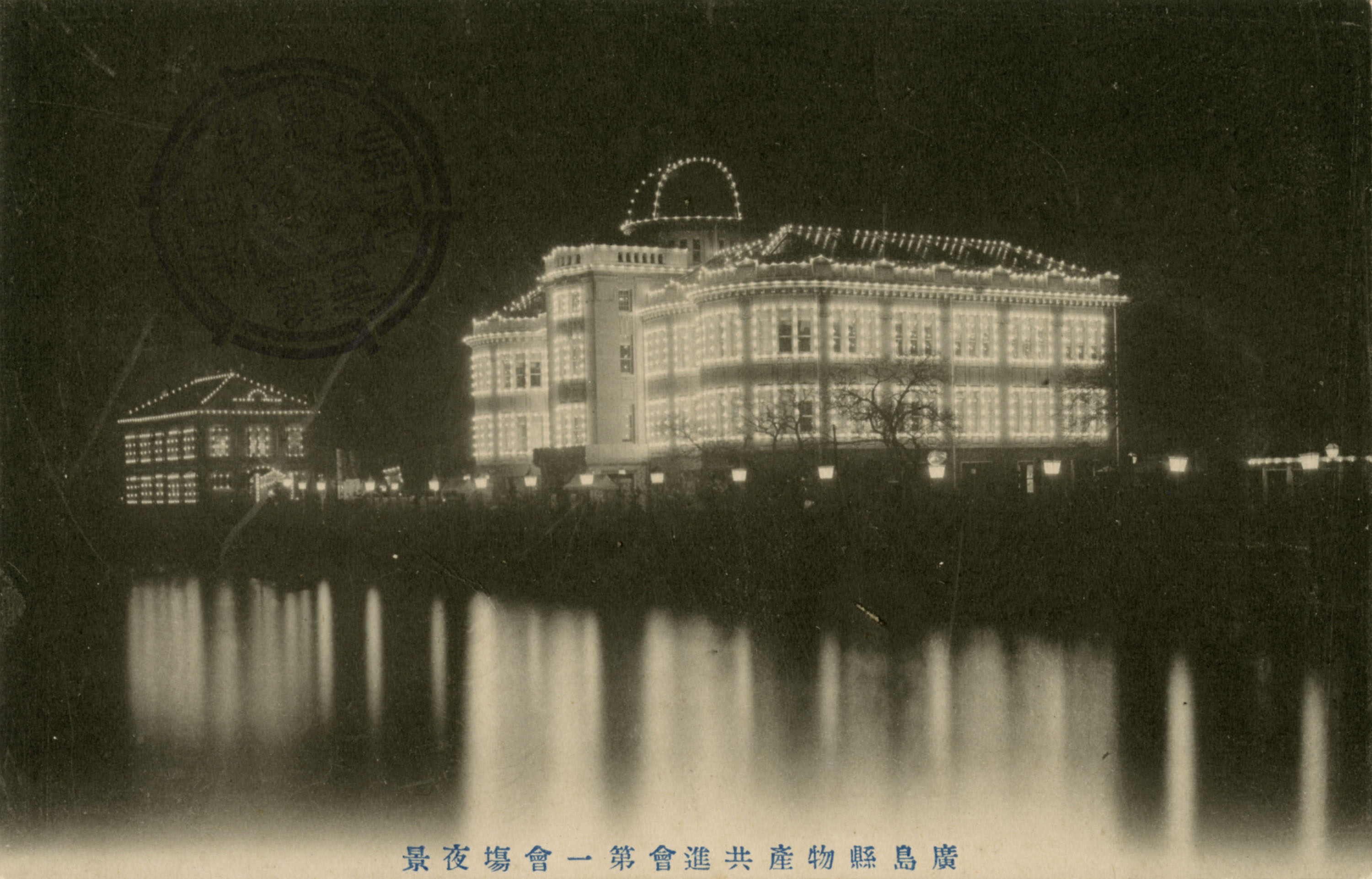
1915年
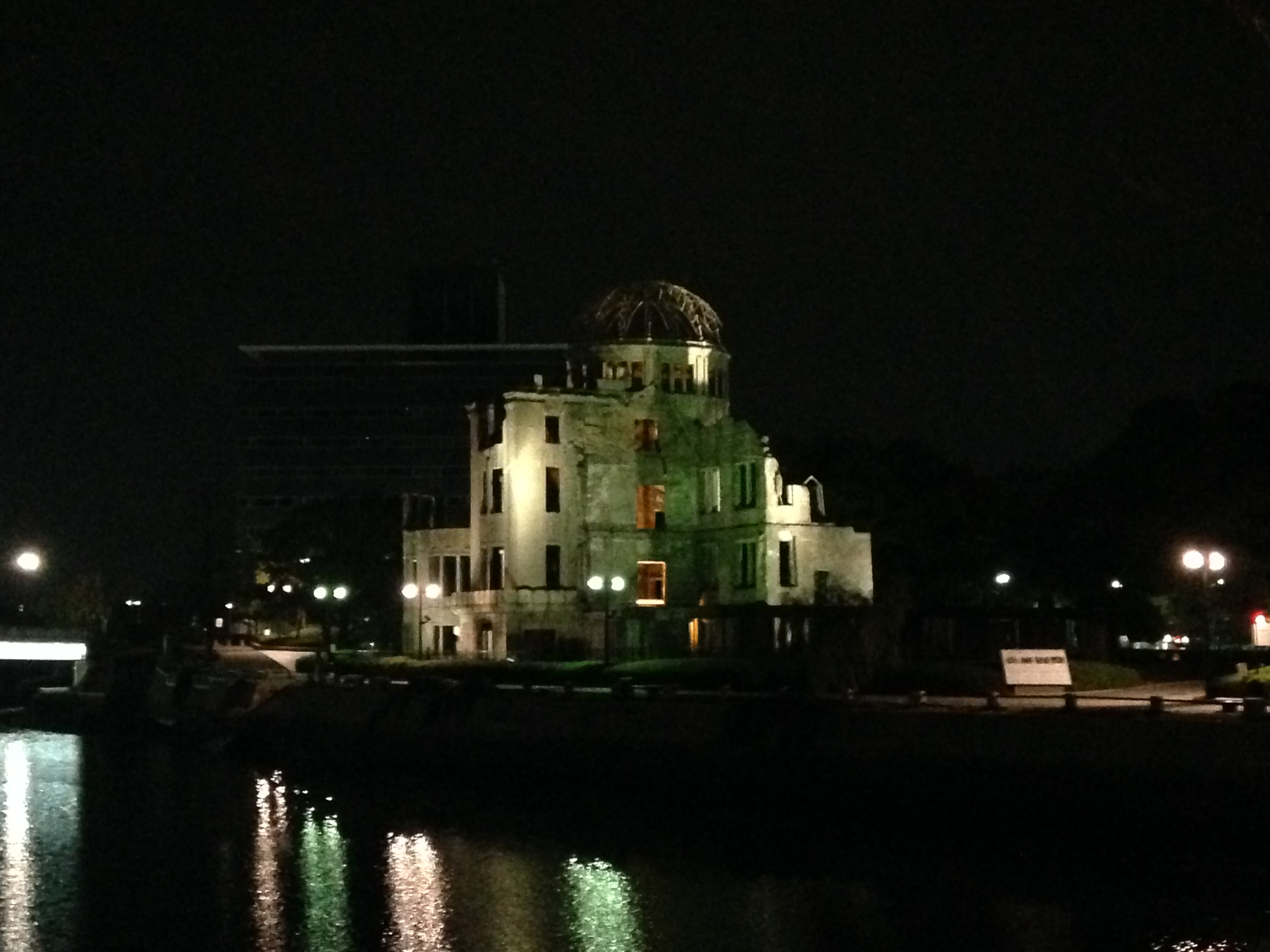
2013年

- 昭和初期
- 2011年

### 引用
1. 1 2 3 4 5 6 7 8 9  文化廳 1996.
2. 1 2 3 4 5 6 7 8 9 10  矢田部 2017，第631頁.
3. ↑  . 廣島縣立廣島產業會館.   [2021-11-28]. （原始内容存档于2021-11-28）.
4. 1 2 3  矢田部 2017，第625頁.
5. ↑  . 廣島WRB博物館.   [2021-11-28]. （原始内容存档于2021-10-16）.
6. ↑   (PDF). 廣島縣.   [2021-11-28]. （原始内容存档 (PDF)于2021-02-04）.
7. ↑  . 廣島市.   [2021-11-28]. （原始内容存档于2020-11-28）.
8. 1 2 3 4  . 中國新聞. 2018-04-29  [2021-11-28]. （原始内容存档于2021-11-28）.
9. 1 2 3 4  . 中國新聞. 2019-09-01  [2021-11-28]. （原始内容存档于2021-11-28）.
10. 1 2 3 4 5 6 7   (PDF). 廣島縣建築士會.   [2021-11-28]. （原始内容存档 (PDF)于2021-12-01）.
11. 1 2 3 4 5  矢田部 2017，第626頁.
12. 1 2 3  杉本 1989，第2頁.
13. 1 2 3 4 5 6 7 8  原爆戰災誌2 1971，第28頁.
14. 1 2 3  . 中國新聞. 2018-05-14  [2021-11-28]. （原始内容存档于2021-11-28）.
15. 1 2  .  (). 1996, 3: 2-38  [2021-11-28]. （原始内容存档于2022-03-03）.
16. 1 2  . Kotobank.   [2021-11-28]. （原始内容存档于2021-11-28）.
17. 1 2 3  . 廣島和平紀念資料館.   [2021-11-28]. （原始内容存档于2021-09-27）.
18. 1 2 3 4 5 6 7  杉本 1989，第3頁.
19. ↑  竹本 2020，第66頁.
20. 1 2  矢田部 2017，第629頁.
21. ↑  . 土木學會.   [2021-12-01]. （原始内容存档于2021-12-01）.
22. 1 2  杉本 1989，第9頁.
23. 1 2  . 仙臺市民圖書館. 1992: 25-26  [2021-11-28]. （原始内容存档于2021-12-08）.
24. ↑  矢田部 2017，第636頁.
25. 1 2 3   (PDF). 廣島市鄉土資料館.   [2021-11-28]. （原始内容存档 (PDF)于2021-11-28）.
26. 1 2 3  . 廣島市立圖書館.   [2021-11-28]. （原始内容存档于2021-11-28）.
27. 1 2 3 4 5 6 7   (PDF). 廣島城博物館.   [2021-11-28]. （原始内容存档 (PDF)于2021-12-01）.
28. 1 2 3 4 5  杉本 1989，第10頁.
29. ↑   (PDF). 廣島城博物館.   [2021-11-28]. （原始内容存档 (PDF)于2021-08-10）.
30. ↑  杉本 1989，第7頁.
31. 1 2 3 4 5 6 7 8   (PDF). .   [2021-11-28]. （原始内容存档 (PDF)于2021-12-01）.
32. ↑  杉本 1989，第11頁.
33. 1 2 3 4  杉本 1989，第5頁.
34. 1 2 3  杉本 1989，第6頁.
35. 1 2 3 4   (PDF). 廣島WRB博物館.   [2021-11-28]. （原始内容存档 (PDF)于2021-12-01）.
36. ↑  . 中國新聞. 2010-07-01  [2021-11-28]. （原始内容存档于2021-11-28）.
37. 1 2 3 4  . 中國新聞. 2013-03-18  [2021-11-28]. （原始内容存档于2021-11-28）.
38. 1 2  . 注目企業.com.   [2021-11-28]. （原始内容存档于2021-11-28）.
39. 1 2  . 朝日新聞.   [2021-11-28]. （原始内容存档于2021-11-28）.
40. 1 2  竹本 2020，第67頁.
41. ↑  藤崎綾. . 廣島縣立美術館研究紀要 (廣島縣立美術館). 2012, 15: 13-24  [2021-11-28]. （原始内容存档于2021-11-28）.
42. ↑  . 中國新聞. 2021-05-14  [2021-11-28]. （原始内容存档于2021-11-28）.
43. 1 2 3 4  . 中國新聞. 2015-04-06  [2021-11-28]. （原始内容存档于2021-11-28）.
44. 1 2  廣島縣物產共進会協贊會. . 1916  [2021-11-28]. （原始内容存档于2021-11-28）.
45. ↑  . 中國新聞. 2016-08-12  [2021-11-28]. （原始内容存档于2021-11-28）.
46. 1 2 3 4 5 6 7 8  瀨戶武彥.  (PDF). 廣島市公文書館紀要 (廣島市). 2013-06, 26: 9-14  [2021-11-28]. （原始内容存档 (PDF)于2021-12-01）.
47. 1 2  矢田部 2017，第632頁.
48. 1 2   (PDF). 國交省中國地方整備局.   [2021-11-28]. （原始内容存档 (PDF)于2021-12-01）.

### 來源
- . 文化廳.   [2021-11-28]. （原始内容存档于2021-11-28）.
- 廣島市.  (PDF) 改良版. 2005 [1971]  [2021-11-28]. （原始内容存档 (PDF)于2021-12-01）.
- 廣島地理教育研究會. 竹本伸 , 编.  . . 2020-10-30. ISBN 978-4-904090-34-3.
- 杉本俊多（日语：杉本俊多）.  (PDF). 藝術研究（廣島藝術學研究會） (廣島大學). 1989-07, 2: 1-14  [2021-11-28]. （原始内容存档 (PDF)于2021-12-01）.
- 矢田部順二.  (PDF). 修道法學 (廣島修道大學). 2017-02-28, 39–2  [2021-11-28]. （原始内容存档于2021-11-28）.